# Valencianas de Juncos 2020
Questa voce raccoglie le informazioni riguardanti le Valencianas de Juncos nella stagione 2020.

## Organigramma societario
Area direttiva
- Presidente: Samuel Concepción

Area tecnica
- Allenatore: David Alemán

## Rosa
| N° | Nome               | Ruolo | Data di nascita   | Nazionalità sportiva |
| -- | ------------------ | ----- | ----------------- | -------------------- |
| 1  | Carola Biver       | S     | 6 maggio 1997     | Porto Rico           |
| 3  | Yeleishka Vázquez  | P     | 21 ottobre 1995   | Porto Rico           |
| 5  | Ivonessa García    | C     | 11 dicembre 1985  | Porto Rico           |
| 6  | Jocelyn Kuilan     | O     | 8 dicembre 1997   | Porto Rico           |
| 9  | Sheila Ocasio      | C     | 17 novembre 1982  | Porto Rico           |
| 10 | Karelys Otero      | L     | 17 settembre 1999 | Porto Rico           |
| 11 | Génesis Viera      | P     | 26 novembre 1995  | Porto Rico           |
| 12 | Stephanie Salas    | L     | 17 febbraio 1992  | Porto Rico           |
| 13 | Yajaira Acevedo    | S     | 19 dicembre 1995  | Porto Rico           |
| 11 | Nydiaris Burgos    | C     | 2 febbraio 1999   | Porto Rico           |
| 16 | Keila Rodríguez    | S     | 26 ottobre 1992   | Porto Rico           |
| 17 | Alyse Wallace-Ford | S     | 14 marzo 1997     | Stati Uniti          |
| 18 | Paola Rivera       | C     | 6 marzo 1997      | Porto Rico           |
| 19 | Paulina Prieto     | O     | 25 gennaio 1994   | Porto Rico           |

## Mercato
| Acquisti | Acquisti           | Acquisti                  | Acquisti   |
| R.       | Nome               | da                        | Modalità   |
| -------- | ------------------ | ------------------------- | ---------- |
| S        | Carola Biver       | Changas de Naranjito      | definitivo |
| P        | Yeleishka Vázquez  | -                         | definitivo |
| O        | Jocelyn Kuilan     | Towson                    | definitivo |
| C        | Sheila Ocasio      | -                         | definitivo |
| P        | Génesis Viera      | Sens                      | definitivo |
| L        | Stephanie Salas    | Amazonas de Trujillo Alto | definitivo |
| S        | Alyse Wallace-Ford | Arizona State             | definitivo |
| C        | Paola Rivera       | Changas de Naranjito      | definitivo |

| Cessioni | Cessioni          | Cessioni                  | Cessioni   |
| R.       | Nome              | a                         | Modalità   |
| -------- | ----------------- | ------------------------- | ---------- |
| L        | Xaimara Colón     | -                         | ritirata   |
| P        | Mariana Thon      | Madrid                    | definitivo |
| P        | Yamilet Velázquez | Amazonas de Trujillo Alto | definitivo |
| S        | Millianett Mojica | -                         | ritirata   |
| S        | Valeria Porrata   | Amazonas de Trujillo Alto | definitivo |
| S        | Paola Figueroa    | Changas de Naranjito      | definitivo |
| C        | Jenselyn Morales  | Changas de Naranjito      | definitivo |
| C        | Lynda Morales     | -                         | ritirata   |

## Risultati

### LVSF

#### Regular season
| 12 febbraio 2020 Coliseo Rafael Amalbert, Juncos           | Valencianas de Juncos     | 2 - 3 | Criollas de Caguas        | 26-24, 25-22, 16-25, 23-25, 14-16 |
| 15 febbraio 2020 Coliseo Antonio R. Barceló, Toa Baja      | Llaneras de Toa Baja      | 0 - 3 | Valencianas de Juncos     | 21-25, 20-25, 19-25               |
| 16 febbraio 2020 Coliseo Rafael Amalbert, Juncos           | Valencianas de Juncos     | 2 - 3 | Amazonas de Trujillo Alto | 25-22, 27-25, 21-25, 22-25, 16-18 |
| 18 febbraio 2020 Coliseo Rafael Amalbert, Juncos           | Valencianas de Juncos     | 3 - 2 | Changas de Naranjito      | 11-25, 14-25, 25-23, 25-16, 15-13 |
| 22 febbraio 2020 Coliseo Rafael Amalbert, Juncos           | Valencianas de Juncos     | 2 - 3 | Pinkin de Corozal         | 25-23, 25-18, 17-25, 22-25, 15-17 |
| 24 febbraio 2020 Coliseo Gelito Ortega, Naranjito          | Changas de Naranjito      | 3 - 0 | Valencianas de Juncos     | 25-19, 25-11, 25-14               |
| 26 febbraio 2020 Coliseo Roger L. Mendoza, Caguas          | Criollas de Caguas        | 3 - 1 | Valencianas de Juncos     | 25-17, 25-18, 18-25, 25-19        |
| 2 marzo 2020 Coliseo Carmen Zoraida Figueroa, Corozal      | Pinkin de Corozal         | 3 - 2 | Valencianas de Juncos     | 25-18, 22-25, 25-23, 9-25, 15-11  |
| 5 marzo 2020 Palacio de Recreación y Deportes, Mayagüez    | Indias de Mayagüez        | 3 - 0 | Valencianas de Juncos     | 25-17, 25-23, 25-23               |
| 7 marzo 2020 Coliseo Antonio R. Barceló, Toa Baja          | Llaneras de Toa Baja      | 2 - 3 | Valencianas de Juncos     | 25-15, 19-25, 21-25, 26-24, 11-15 |
| 12 marzo 2020 Coliseo Rafael Amalbert, Juncos              | Valencianas de Juncos     | -     | Criollas de Caguas        | annullata                         |
| 14 marzo 2020 Coliseo Rafael Amalbert, Juncos              | Valencianas de Juncos     | -     | Pinkin de Corozal         | annullata                         |
| 18 marzo 2020 Palacio de Recreación y Deportes, Mayagüez   | Indias de Mayagüez        | -     | Valencianas de Juncos     | annullata                         |
| 19 marzo 2020 Coliseo Rubén Zayas Montañez, Trujillo Alto  | Amazonas de Trujillo Alto | -     | Valencianas de Juncos     | annullata                         |
| 27 marzo 2020 Coliseo Roger L. Mendoza, Caguas             | Criollas de Caguas        | -     | Valencianas de Juncos     | annullata                         |
| 29 marzo 2020 Coliseo Carmen Zoraida Figueroa, Corozal     | Pinkin de Corozal         | -     | Valencianas de Juncos     | annullata                         |
| 30 marzo 2020 Coliseo Rafael Amalbert, Juncos              | Valencianas de Juncos     | -     | Amazonas de Trujillo Alto | annullata                         |
| 1º aprile 2020 Coliseo Gelito Ortega, Naranjito            | Changas de Naranjito      | -     | Valencianas de Juncos     | annullata                         |
| 3 aprile 2020 Coliseo Rafael Amalbert, Juncos              | Valencianas de Juncos     | -     | Indias de Mayagüez        | annullata                         |
| 5 aprile 2020 Coliseo Rafael Amalbert, Juncos              | Valencianas de Juncos     | -     | Indias de Mayagüez        | annullata                         |
| 8 aprile 2020 Coliseo Rafael Amalbert, Juncos              | Valencianas de Juncos     | -     | Llaneras de Toa Baja      | annullata                         |
| 11 aprile 2020 Coliseo Rubén Zayas Montañez, Trujillo Alto | Amazonas de Trujillo Alto | -     | Valencianas de Juncos     | annullata                         |
| 16 aprile 2020 Coliseo Rafael Amalbert, Juncos             | Valencianas de Juncos     | -     | Llaneras de Toa Baja      | annullata                         |
| 18 aprile 2020 Coliseo Rafael Amalbert, Juncos             | Valencianas de Juncos     | -     | Changas de Naranjito      | annullata                         |

## Statistiche

### Statistiche di squadra
| Competizione | Punti | In casa | In casa | In casa | In trasferta | In trasferta | In trasferta | Totale | Totale | Totale |
| Competizione | Punti | G       | V       | P       | G            | V            | P            | G      | V      | P      |
| ------------ | ----- | ------- | ------- | ------- | ------------ | ------------ | ------------ | ------ | ------ | ------ |
| LVSF         | 11    | 4       | 1       | 3       | 6            | 2            | 4            | 10     | 3      | 7      |
| Totale       | -     | 4       | 1       | 3       | 6            | 2            | 4            | 10     | 3      | 7      |

G = partite giocate; V = partite vinte; P = partite perse